# Parti autonomiste tridentin et tyrolien
Le Parti autonomiste tridentin et tyrolien (en italien : Partito Autonomista Trentino Tirolese, abrégé en PATT) est un parti politique centriste, démocrate-chrétien et régional de type autonomiste, implanté dans la région du Trentin-Haut-Adige, notamment dans la province autonome de Trente.

## Historique
Fondé en janvier 1988, le Parti autonomiste tridentin et tyrolien se veut centriste et chrétien-démocrate et s'allie traditionnellement au centre gauche depuis 2003. Il est la continuation du Parti populaire tridentin et tyrolien (it) (PPTT, 1948).
Son symbole est un double edelweiss.
Pour les élections générales italiennes de 2013, le PATT est allié au Parti démocrate et au Parti populaire sud-tyrolien (SVP) et obtient un député, Mauro Ottobre, élu avec le symbole électoral du SVP, et un sénateur Franco Panizza, élu avec le symbole PATT dans le collège de Trente.
Le 27 octobre 2013, le PATT présente Ugo Rossi comme candidat, également soutenu par le Parti démocrate et l'Union pour le Trentin aux élections provinciales. En 2016, le PATT devient membre observateur du Parti populaire européen. Lors des élections générales italiennes de 2018, dépassant à peine 5 %, allié avec le SVP, il ne conserve qu'une députée élue.